# Норвал, Пит
Пит Норвал (африк. Piet Norval; р. 7 апреля 1970, Кейптаун) — южноафриканский профессиональный теннисист и теннисный тренер, специалист по игре в парах.
- Победитель Открытого чемпионата Франции в смешанном парном разряде (1999)
- Победитель Кубка Мастерс в парном разряде (2000)
- Серебряный призёр Олимпийских игр 1992 года в мужском парном разряде

## Личная жизнь
Пит Норвал родился в Кейптауне в 1970 году. В 1993 году женился. От жены Нолде у него трое сыновей.
По окончании активной игровой карьеры Норвал стал сооснователем и главным тренером теннисной академии Спира (Стелленбос, Западно-Капская провинция). Среди теннисистов, с которыми Норвал работал как тренер — ведущие южноафриканские игроки Джефф Кутзе и Крис Хаггард. В 2010 году филиал академии Норвала открылся также в Намибии.

## Игровая карьера
Пит Норвал начал играть в теннис в семилетнем возрасте. В 1987—88 годах он стал победителем Международного юношеского чемпионата Южной Африки. В конце 1987 года начал выступления в профессиональных турнирах, в начале декабря выиграв «челленджер» в Дурбане в парном разряде, где его партнёром был другой представитель страны-организатора Мариус Барнард. На следующий год к этому титулу добавились два финала южноафриканских «челленджеров» в одиночном и один в парном разряде, а на следующий год в Йоханнесбурге Пит выиграл свой первый «челленджер» в одиночном разряде. Этот сезон, однако, оказался коротким, так как Норвал дважды за год травмировал правую руку — сначала предплечье, а затем кисть.
В 1990 году партнёром Норвала стал другой молодой южноафриканский теннисист Уэйн Феррейра. Вместе они за год трижды побывали в финалах «челленджеров», завоевав один титул, а на Уимблдонском турнире дошли до третьего круга, где их остановила сильнейшая пара мира — американцы Джим Пью и Рик Лич. Сразу после Уимблдона, на турнире АТР в Ньюпорте, Норвал и Феррейра взяли реванш, победив лидеров мирового рейтинга во втором круге. К концу года Норвал вошёл в сотню лучших игроков мира в парном разряде. В 1991 году Норвал выиграл с Феррейрой турнир АТР высшей категории во Флориде, победив в финале действующих олимпийских чемпионов Роберта Сегусо и Кена Флэка, а на Уимблдоне в третьем круге они обыграли посеянных под первым номером Скотта Дэвиса и Дэвида Пейта, а в четвертьфинале — восьмую пару турнира Тодд Вудбридж-Марк Вудфорд, остановившись лишь в полуфинале. На следующий год южноафриканский дуэт, посеянный под четвёртым номером, завоевал серебряные медали на Олимпийском турнире в Барселоне.
Норвал продолжал выступать в паре с Феррейрой в составе сборной ЮАР в Кубке Дэвиса, внеся вклад в победу над болгарами в 1993 и индийцами в 1994 году, но в индивидуальных турнирах для него пришла пора смены партнёров. В 1994 году с американцем Скоттом Мелвиллом он выиграл два престижных турнира в Гамбурге и Штутгарте. В 1996 году, снова объединив усилия с Мариусом Барнардом, он победил в Ньюпорте и Лос-Анджелесе. Сотрудничество с британцем южноафриканского происхождения Нилом Броудом принесло Норвалу с 1996 по 1998 год шесть финалов, из которых, однако, им удалось выиграть лишь один.
В конце 1998 года партнёром Норвала стал представитель Зимбабве Кевин Ульетт. За следующий сезон они сыграли в четырёх финалах турниров АТР, включая турнир уровня ATP Gold в Вене, и дважды становились победителями. Эти результаты позволили им стать девятой парой мира по итогам года и принять участие в чемпионате мира АТР — итоговом турнире года с участием всех сильнейших пар мира. Однако там они выступили неудачно, выиграв только один матч из трёх на групповом этапе и не попав в полуфинал. Помимо успехов с Ульеттом, Норвал отличился также в миксте: с молодой словенской теннисисткой Катариной Среботник он сумел на Открытом чемпионате Франции переиграть три посеянных пары и завоевать единственный в карьере титул на турнирах Большого шлема.
Тем не менее следующий, 2000 год, стал для Норвала ещё более успешным. В паре с одним из ведущих американских мастеров, Дональдом Джонсоном, он с апреля по октябрь пять раз играл в финалах турниров АТР и выиграл три из них, причём на трёх разных покрытиях (грунтовом, травяном и ковровом). В итоге он второй раз подряд принял участие в итоговом турнире года, переименованном в Кубок Мастерс, и вместе с Джонсоном сумел не только выйти из группы, но и выиграть весь турнир. Практически сразу после этой победы он завершил профессиональную игровую карьеру.

## Участие в финалах турниров Большого шлема за карьеру (1)

### Смешанный парный разряд (1)
| Результат | Год  | Турнир                     | Покрытие | Партнёр            | Соперники в финале     | Счёт в финале |
| --------- | ---- | -------------------------- | -------- | ------------------ | ---------------------- | ------------- |
| Победа    | 1999 | Открытый чемпионат Франции | Грунт    | Катарина Среботник | Лариса Нейланд Рик Лич | 6-3, 3-6, 6-3 |

## Участие в финалах итоговых турниров за год (1)

### Парный разряд (1)
| Результат | Год  | Турнир                  | Покрытие | Партнёр         | Соперники в финале         | Счёт в финале  |
| --------- | ---- | ----------------------- | -------- | --------------- | -------------------------- | -------------- |
| Победа    | 2000 | Кубок Мастерс, Бангалор | Хард     | Дональд Джонсон | Махеш Бхупати Леандер Паес | 7-68, 6-3, 6-4 |

## Участие в финалах турниров за карьеру

### Мужской парный разряд (35)

#### Победы (14)
| №   | Дата        | Турнир                               | Покрытие | Партнёр           | соперники в финале             | Счёт в финале   |
| --- | ----------- | ------------------------------------ | -------- | ----------------- | ------------------------------ | --------------- |
| 1.  | 15 мар 1991 | Ки-Бискейн, Флорида, США             | Хард     | Уэйн Феррейра     | Роберт Сегусо Кен Флэк         | 5-7, 7-6, 6-2   |
| 2.  | 15 мар 1993 | Касабланка, Марокко                  | Грунт    | Майк Бауэр        | Гиртс Дзелде Горан Прпич       | 7-5, 7-6        |
| 3.  | 11 окт 1993 | Больцано, Италия                     | Ковёр    | Хендрик-Ян Давидс | Дэвид Адамс Андрей Ольховский  | 6-3, 6-2        |
| 4.  | 2 мая 1994  | Открытый чемпионат Германии, Гамбург | Грунт    | Скотт Мелвилл     | Хенрик Хольм Андерс Яррид      | 6-3, 6-4        |
| 5.  | 18 июл 1994 | Mercedes Cup, Штутгарт, Германия     | Грунт    | Скотт Мелвилл     | Паул Хархёйс Якко Элтинг       | 7-6, 7-5        |
| 6.  | 8 июл 1996  | Ньюпорт, Род-Айленд, США             | Трава    | Мариус Барнард    | Пол Килдерри Майкл Теббатт     | 6-7, 6-4, 6-4   |
| 7.  | 29 июл 1996 | Лос-Анджелес, США                    | Хард     | Мариус Барнард    | Юнас Бьоркман Никлас Култи     | 7-5, 6-2        |
| 8.  | 27 июл 1998 | Открытый чемпионат Хорватии, Умаг    | Грунт    | Нил Броуд         | Иржи Новак Давид Рикл          | 6-1, 3-6, 6-3   |
| 9.  | 18 окт 1999 | Лион, Франция                        | Ковёр    | Кевин Ульетт      | Уэйн Феррейра Сэндон Столл     | 4-6, 7-65, 7-64 |
| 10. | 8 ноя 1999  | Стокгольм, Швеция                    | Хард (i) | Кевин Ульетт      | Ян-Майкл Гамбилл Скотт Хамфрис | 7-5, 6-3        |
| 11. | 10 апр 2000 | Оэйраш, Португалия                   | Грунт    | Дональд Джонсон   | Дэвид Адамс Джошуа Игл         | 6-4, 7-5        |
| 12. | 19 июн 2000 | Ноттингем, Великобритания            | Трава    | Дональд Джонсон   | Рик Лич Эллис Феррейра         | 1-6, 6-4, 6-3   |
| 13. | 23 окт 2000 | Базель, Швейцария                    | Ковёр    | Дональд Джонсон   | Доминик Грбаты Роджер Федерер  | 7-69, 4-6, 7-64 |
| 14. | 11 дек 2000 | Чемпионат мира АТР, Бангалор, Индия  | Хард (i) | Дональд Джонсон   | Махеш Бхупати Леандер Паес     | 7-68, 6-3, 6-4  |

#### Поражения (21)
| №   | Дата        | Турнир                               | Покрытие | Партнёр           | соперники в финале               | Счёт в финале      |
| --- | ----------- | ------------------------------------ | -------- | ----------------- | -------------------------------- | ------------------ |
| 1.  | 30 мар 1992 | Открытый чемпионат ЮАР, Йоханнесбург | Хард     | Уэйн Феррейра     | Дани Виссер Питер Олдрич         | 4-6, 4-6           |
| 2.  | 27 июл 1992 | Олимпийские игры, Барселона, Испания | Грунт    | Уэйн Феррейра     | Борис Беккер Михаэль Штих        | 6-7, 6-4, 6-7, 3-6 |
| 3.  | 5 июл 1993  | Открытый чемпионат Швейцарии, Гштад  | Грунт    | Хендрик-Ян Давидс | Седрик Пьолин Марк Россе         | 3-6, 6-3, 6-7      |
| 4.  | 19 июл 1993 | Mercedes Cup, Штутгарт, Германия     | Грунт    | Гэри Мюллер       | Том Нейссен Цирил Сук            | 6-7, 3-6           |
| 5.  | 7 фев 1994  | Милан, Италия                        | Ковёр    | Хендрик-Ян Давидс | Том Нейссен Цирил Сук            | 6-4, 6-7, 6-7      |
| 6.  | 11 апр 1994 | Ницца, Франция                       | Грунт    | Хендрик-Ян Давидс | Марк Вудфорд Хавьер Санчес       | 5-7, 3-6           |
| 7.  | 10 окт 1994 | Острава, Чехия                       | Ковёр    | Гэри Мюллер       | Мартин Дамм Карел Новачек        | 4-6, 6-1, 3-6      |
| 8.  | 6 мар 1995  | Индиан-Уэллс, Калифорния, США        | Хард     | Гэри Мюллер       | Бретт Стивен Томми Хо            | 4-6, 6-7           |
| 9.  | 25 сен 1995 | Палермо, Италия                      | Грунт    | Хендрик-Ян Давидс | Алекс Корретха Фабрис Санторо    | 7-6, 4-6, 3-6      |
| 10. | 15 апр 1996 | Open SEAT, Барселона                 | Грунт    | Нил Броуд         | Луис Лобо Хавьер Санчес          | 1-6, 3-6           |
| 11. | 17 июн 1996 | Ноттингем, Великобритания            | Трава    | Нил Броуд         | Марк Петчи Дэнни Сапсфорд        | 7-6, 6-7, 4-6      |
| 12. | 30 сен 1996 | Лион, Франция                        | Ковёр    | Нил Броуд         | Джим Грабб Ричи Ренеберг         | 2-6, 1-6           |
| 13. | 5 мая 1997  | Открытый чемпионат Германии, Гамбург | Грунт    | Нил Броуд         | Луис Лобо Хавьер Санчес          | 3-6, 6-7           |
| 14. | 2 мар 1998  | Роттердам, Нидерланды                | Ковёр    | Нил Броуд         | Паул Хархёйс Якко Элтинг         | 6-7, 3-6           |
| 15. | 6 июл 1998  | Открытый чемпионат Швеции, Бостад    | Грунт    | Лен Бейл          | Магнус Густафссон Магнус Ларссон | 4-6, 2-6           |
| 16. | 5 окт 1998  | Базель, Швейцария                    | Хард (i) | Кевин Ульетт      | Оливье Делатр Фабрис Санторо     | 3-6, 6-7           |
| 17. | 4 янв 1999  | Открытый чемпионат Катара, Доха      | Хард     | Кевин Ульетт      | Алекс О'Брайен Джаред Палмер     | 3-6, 4-6           |
| 18. | 11 окт 1999 | Вена, Австрия                        | Хард     | Кевин Ульетт      | Давид Приносил Сэндон Столл      | 3-6, 4-6           |
| 19. | 28 фев 2000 | Сантьяго, Чили                       | Грунт    | Лен Бейл          | Густаво Куэртен Антониу Приету   | 2-6, 4-6           |
| 20. | 16 окт 2000 | Тулуза, Франция                      | Хард (i) | Дональд Джонсон   | Жюльен Бутте Фабрис Санторо      | 6-78, 6-4, 6-75    |
| 21. | 23 окт 2000 | Eurocard Open, Штутгарт              | Хард (i) | Дональд Джонсон   | Иржи Новак Давид Рикл            | 6-3, 3-6, 4-6      |